# Maude Adams
Maude Adams, född 11 november 1872 i Salt Lake City, död 17 juli 1953, var en amerikansk skådespelare. Hon började redan som barn uppträda på scen. Hon gick samman med teaterproducenten Charles Frohman och framträdde ofta vid 1890-talet med John Drew. Hennes första huvudroll kom först i James Barries The Little Minister (1897) som Lady Babbie. Hon blev särskilt beundrad för rolltolkningar i pjäser av Barrie, Edmond Rostand och William Shakespeare. Maude Adams blev mest känd för sina framträdanden i Peter Pan som hon framträdde i mer än 1 500 gånger från och med början av 1905. Hon framträdde också i Quality Street, What Every Woman Knows och A Kiss for Cinderella.  Hon slutade som skådespelare 1918. Åren 1937-1950 var hon professor i drama vid Stephens College i Columbia, Missouri och tjänstgjorde 1937-1943 som ordförande vid skolans dramatiska institution.